# ناثانيل كليفتون
ناثانيل كليفتون (بالإنجليزية: Nathaniel Clifton) مواليد 13 أكتوبر 1922 في ليتل روك - الوفاة 31 أغسطس 1990، كان لاعب كرة سلة أمريكي ومدرب. بلغ طوله 6 قدم 8 بوصة (2.0 م). دخل قاعة نايسميث التذكارية لمشاهير كرة السلة.

## المسيرة الاحترافية
لعب مع هارلم غلوبتروترز من سنة 1947 إلى 1950، ثم لعب مع نيويورك نيكس من سنة 1950 إلى 1956، ثم لعب مع ديترويت بيستونز في موسم 1956–1957.

## روابط خارجية
- ناثانيل كليفتون على موقع IMDb (الإنجليزية)
- ناثانيل كليفتون على موقعبيزبول رفرنس.كوم (الدوري الثانوي) (الإنجليزية)
- ناثانيل كليفتون على موقع إن بي أي (الإنجليزية)
- ناثانيل كليفتون على موقع سبورتس رفرنس (الإنجليزية)
- ناثانيل كليفتون على موقع ريلجم (الإنجليزية)
- ناثانيل كليفتون على موقع بروبوليرز (الإنجليزية)